# How Much Is the Fish?
«How Much Is The Fish?» (с англ. — «Почём рыба?») — песня немецкой группы «Scooter» с их альбома 1998 года «No Time to Chill». За полтора месяца до выхода альбома была издана отдельным синглом (это был первый сингл с этого альбома). В песне используется мотив бретонской народной песни «Son Ar Chistr».

## Треклист
CD сингл
1. «How Much Is The Fish?» (3:45)
2. «How Much Is The Fish? [Extendedfish]» (5:23)
3. «How Much Is The Fish? [Clubfish]» (6:11)
4. «Sputnik» (3:06)

12-дюймовый сингл
1. «How Much Is The Fish [Clubfish]» (6:11)
2. «How Much Is The Fish [Extendedfish]» (5:23)

## Позиции в чартах
| Чарт (1998)                         | Позиция |
| ----------------------------------- | ------- |
| Австрия (Ö3 Austria Top 40)         | 9       |
| Бельгия/Фландрия (Ultratop 50)      | 1       |
| Дания (Tracklisten)                 | 12      |
| Нидерланды (Dutch Top 40)           | 21      |
| Нидерланды (Single Top 100)         | 21      |
| Финляндия (Suomen virallinen lista) | 2       |
| Германия (GfK)                      | 3       |
| Норвегия (VG-lista)                 | 19      |
| Швеция (Sverigetopplistan)          | 23      |
| Швейцария (Schweizer Hitparade)     | 13      |

## Сертификаты
| Страна   | Список музыкальных свидетельств о регистрации | Дата |
| -------- | --------------------------------------------- | ---- |
| Германия | Золото                                        | 1999 |